# آسو (ریو گراند دو نورته)
آسو (به پرتغالی: Assu) یک منطقهٔ مسکونی در برزیل است که در ریو گرانده شمالی واقع شده‌است. آسو ۱٬۳۰۳ کیلومتر مربع مساحت و ۵۸٬۳۸۴ نفر جمعیت دارد.